# Ma philosophie
Ma philosophie – pierwszy singel francuskiej piosenkarki Amel Bent. Singel jako pierwszy promował jej debiutancki krążek Un jour d’eté. Singel zajął pierwsze miejsce we Francji. Jednym ze współtwórców utworu był Blair MacKichan.

## Lista utworów
1. Ma philosophie
2. As

## Pozycje na listach
| Lista przebojów (2004–2005)    | Najwyższa pozycja |
| ------------------------------ | ----------------- |
| Belgia Wallia Ultratop         | 1                 |
| Belgia Flamandia Ultratop      | 14                |
| Europa Official Top 100        | 5                 |
| Francja Top 40                 | 1                 |
| Rosja AirPlay Top 100          | 4                 |
| Rosja Top 20                   | 4                 |
| Szwajcaria Singles Charts      | 16                |
| Ukraina Top 40                 | 13                |
| World Official Top 100         | 37                |
| World Airplay Official Top 100 | 16                |
| World Airplay Official Top 100 | 28                |